# Ènnec de Vallterra
Ènnec de Vallterra (? - Sogorb, 18 de febrer de 1407) fou bisbe de Girona i de Sogorb-Albarrasí, i arquebisbe de Tarragona. Natural del Regne de València, descendent dels cavallers de Vallterra, radicats al regne. Fou escollit bisbe de Girona el 1361 any de la mort del seu immediat antecessor al càrrec Berenguer de Cruïlles. Elaborà unes constitucions sinodals per al govern eclesiàstic del bisbat. Consagrà el Convent de Sant Francesc de Girona. L'any 1369 fou promogut al bisbat de Sogorb i d'Albarrasí, que llavors estaven units i d'aquest a l'Arquebisbat de Tarragona, càrrec que assumí el 7 de febrer de 1387.